# Tako van Popta
Pour les articles homonymes, voir Van Popta.
Tako J. van Popta, né le 29 mai 1953 à Edmonton, est un avocat et homme politique canadien. Il représente la circonscription de Langley—Aldergrove à la Chambre des communes du Canada depuis 2019 sous la bannière du Parti conservateur du Canada.